# Common Travel Area
Common Travel Area (CTA) – strefa podróży bezpaszportowej obejmująca Wielką Brytanię i Irlandię, a także dependencje korony brytyjskiej – Wyspę Man, Guernsey i Jersey.

Obszar Common Travel Area

W ramach porozumienia między rządami obu krajów, obywatele Wielkiej Brytanii i Irlandii mogą przemieszczać się między tymi krajami bez ograniczeń i konieczności posiadania paszportu, a także mieszkać, uczyć się bądź pracować na terenie drugiego kraju. Porozumienie przewiduje także szeroki dostęp do zabezpieczeń społecznych oraz prawa wyborcze. Kontrola graniczna podróżujących między tymi krajami prowadzona jest w ograniczonym zakresie, szczególnie w przypadku osób przekraczających granicę lądową między Irlandią a Irlandią Północną.
Przywileje wynikające z porozumienia nie przysługują mieszkańcom tych krajów nieposiadającym odpowiedniego obywatelstwa, nie obejmują brytyjskich terytoriów zamorskich oraz nie dotyczą przepływu towarów.
Porozumienie zawarte zostało w 1922 roku, kiedy to niepodległość uzyskało Wolne Państwo Irlandzkie. Miało ono charakter nieformalny i nie zostało spisane w żadnym traktacie międzynarodowym między tymi krajami. Propozycja porozumienia wysunięta została przez stronę brytyjską, z punktu widzenia której wprowadzenie obowiązku paszportowego dla mieszkańców Irlandii nie przyniósłby żadnych korzyści, natomiast jego egzekwowanie stanowiłoby wyzwanie logistyczne. Warunkiem koniecznym do jego zawarcia była harmonizacja irlandzkich przepisów imigracyjnych oraz ścisła współpraca irlandzkich służb imigracyjnych z brytyjskimi. Współpraca w zakresie imigracji pomiędzy oboma krajami do dziś pozostaje fundamentalną częścią umowy. Ze względów bezpieczeństwa narodowego porozumienie zostało zawieszone wkrótce po wybuchu II wojny światowej, jego wznowienie nastąpiło w 1952 roku.
Pierwszym aktem prawa międzynarodowego, w którym znalazł się zapis dotyczący Common Travel Area był traktat amsterdamski, na mocy którego strefa Schengen została włączona w ramy Unii Europejskiej. Traktat ten potwierdzał prawo obu krajów, które pozostawały poza strefą Schengen, do kontynuacji współpracy w ramach strefy Common Travel Area.
Zarówno Wielka Brytania jak i Irlandia zadeklarowały, że porozumienie w sprawie Common Travel Area pozostanie niezmienione po wystąpieniu Wielkiej Brytanii z Unii Europejskiej w 2020 roku.